# Nejvyšší body geomorfologických celků na Slovensku

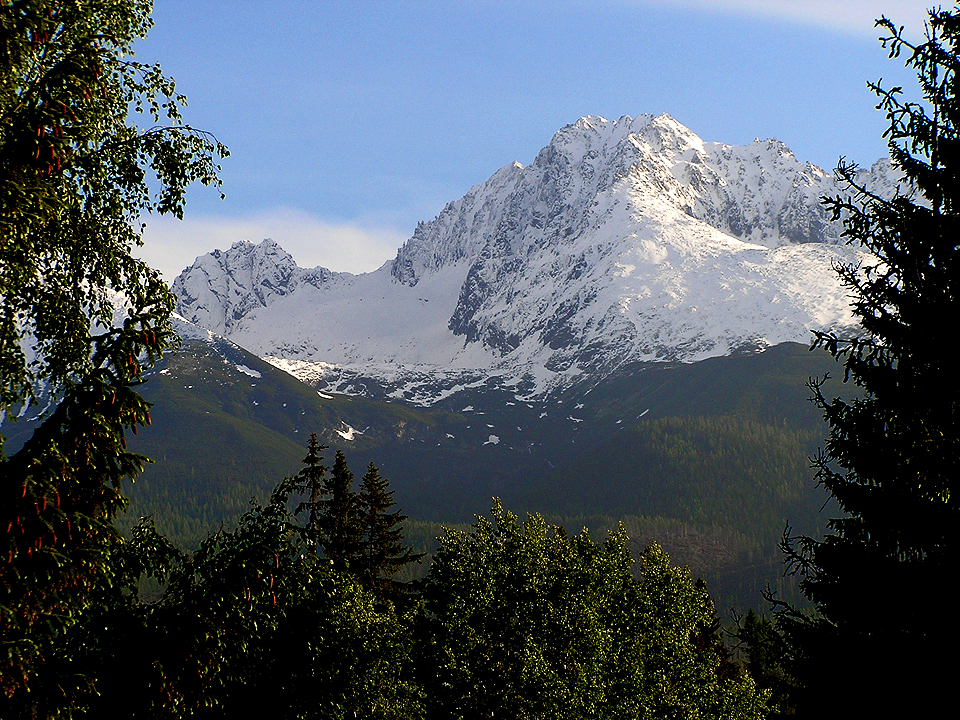
Gerlachovský štít (2654 m n. m.), Tatry

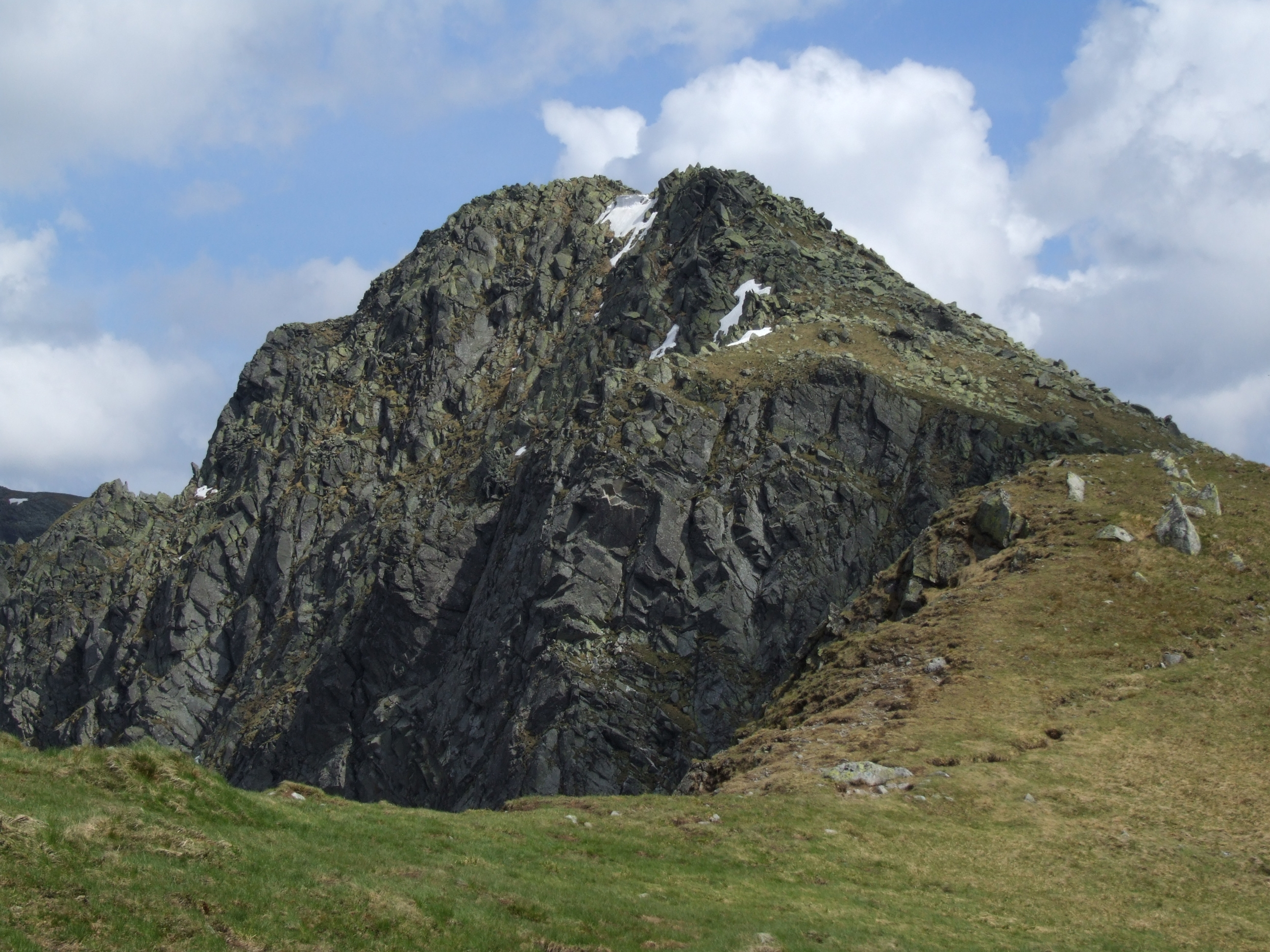
Ďumbier (2043 m), Nízké Tatry

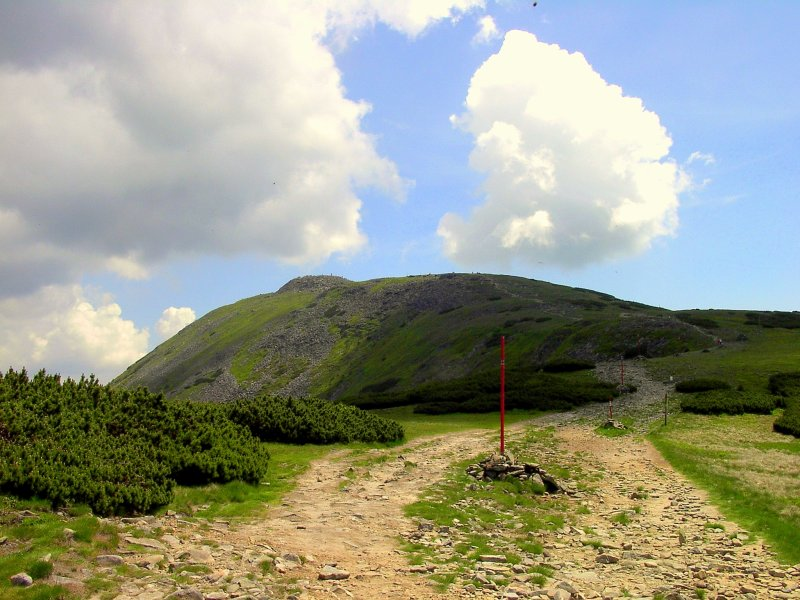
Babia hora (1725 m), Oravské Beskydy

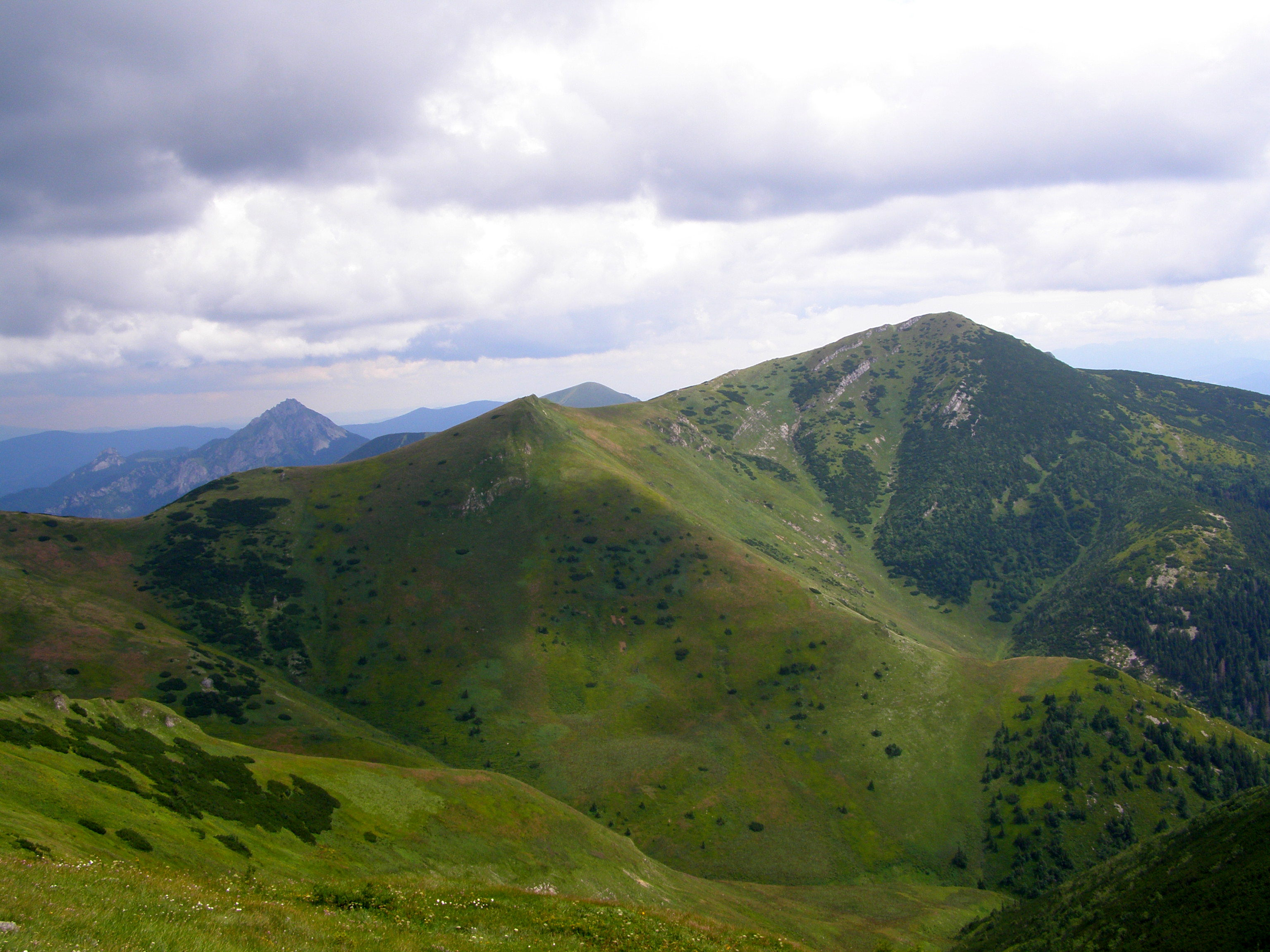
Velký Kriváň (1709 m), Malá Fatra

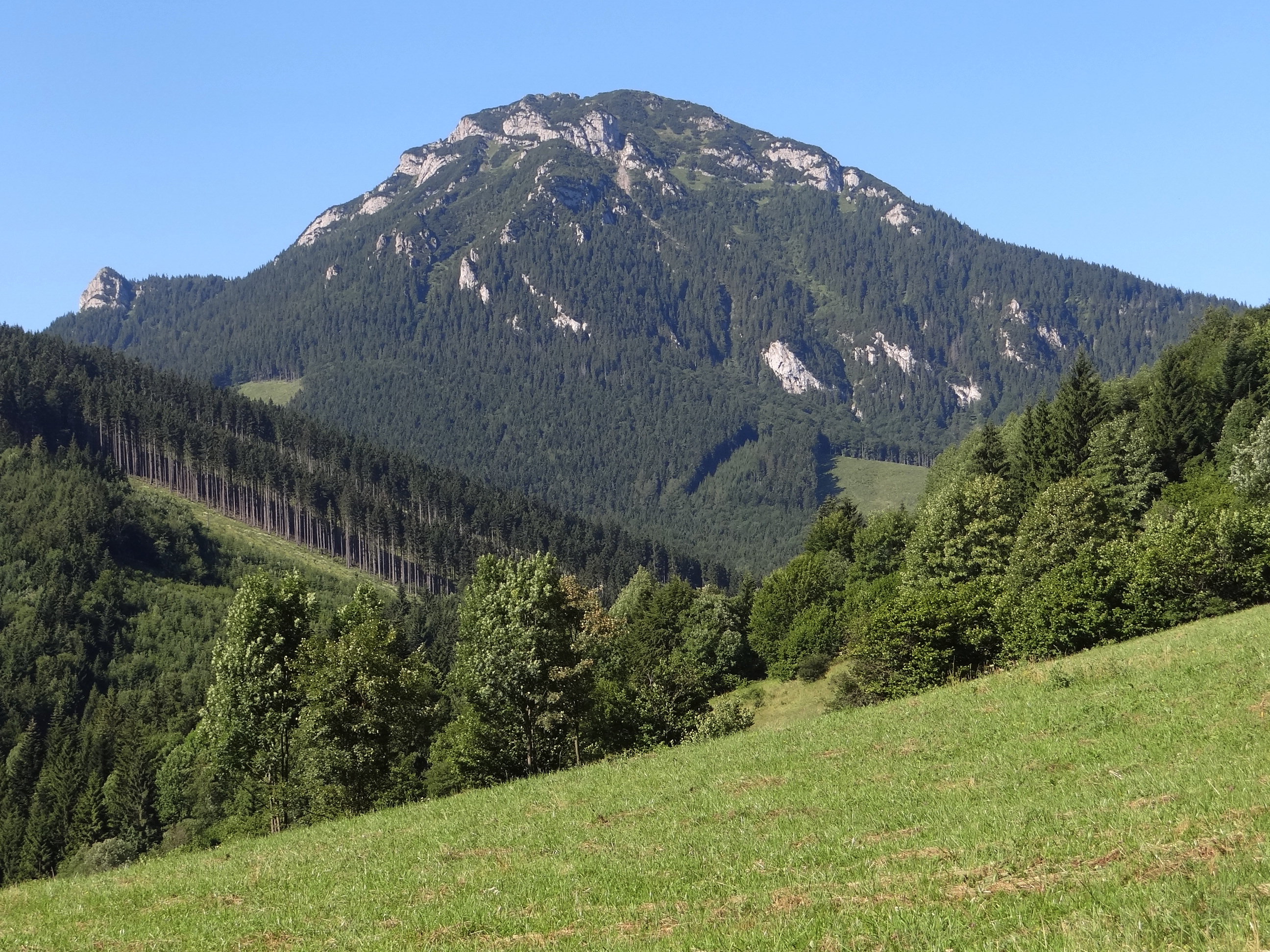
Velký Choč (1608 m), Chočské vrchy

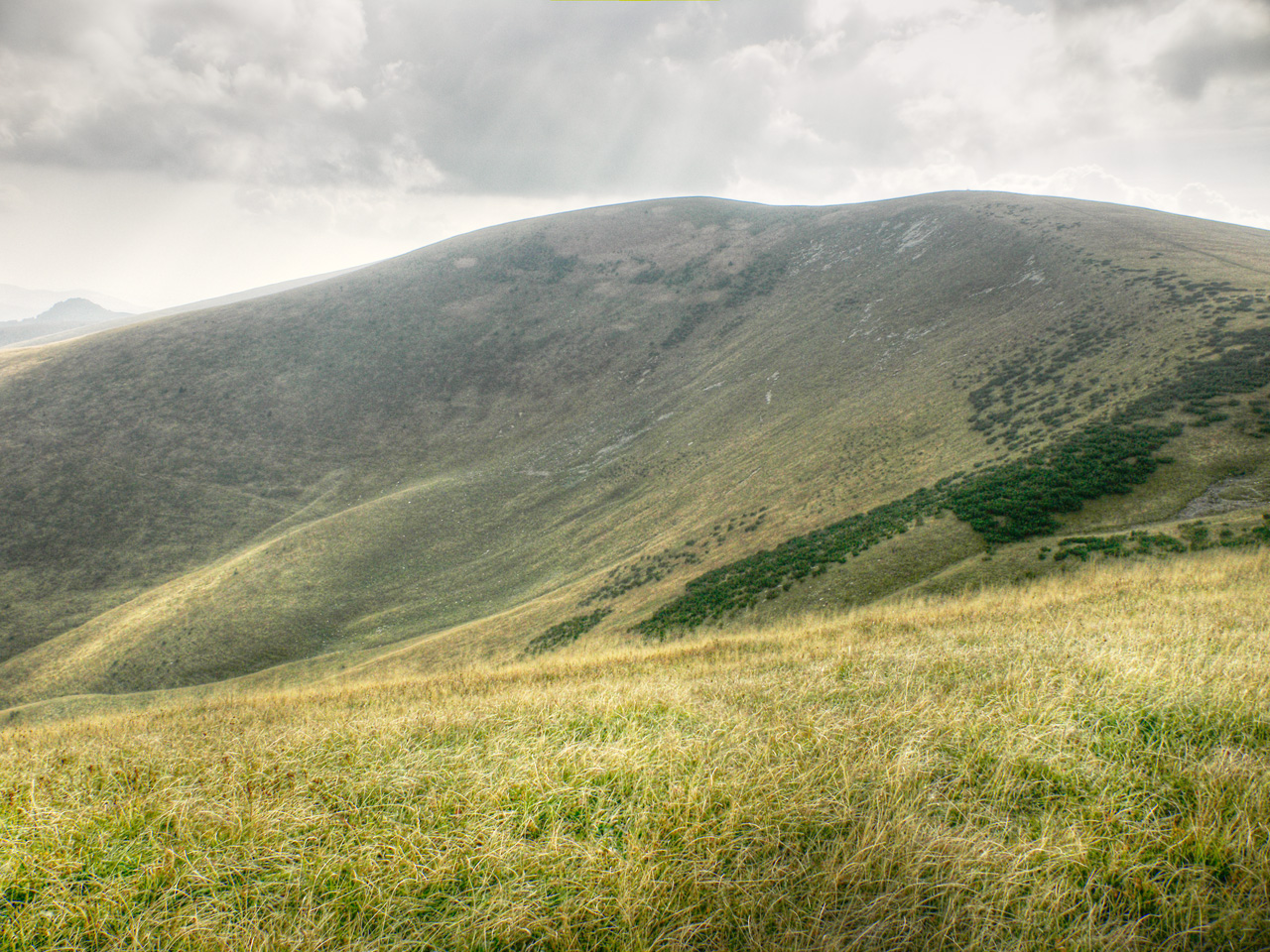
Ostredok (1592 m), Velká Fatra

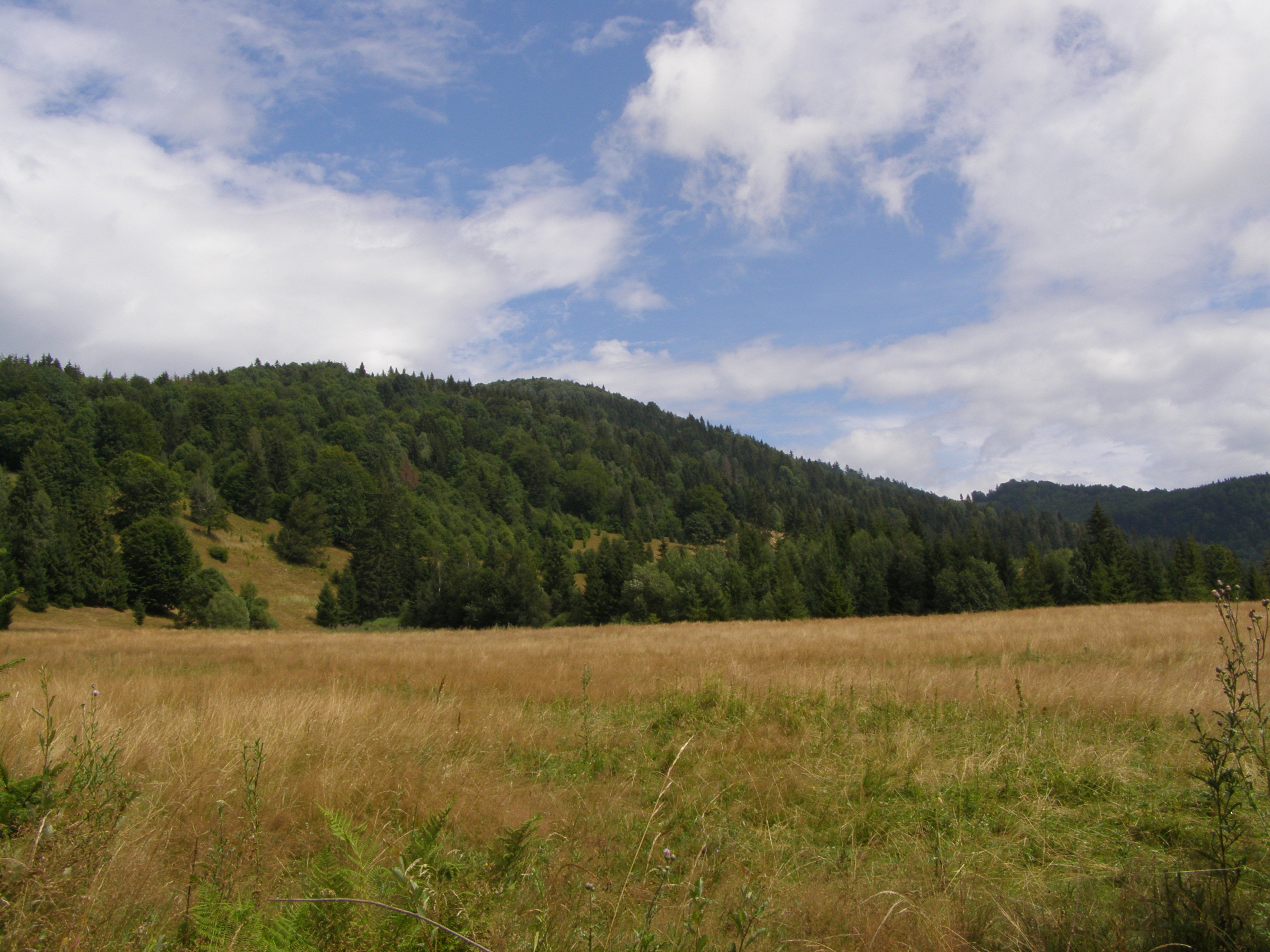
Fabova hoľa (1439 m), Veporské vrchy

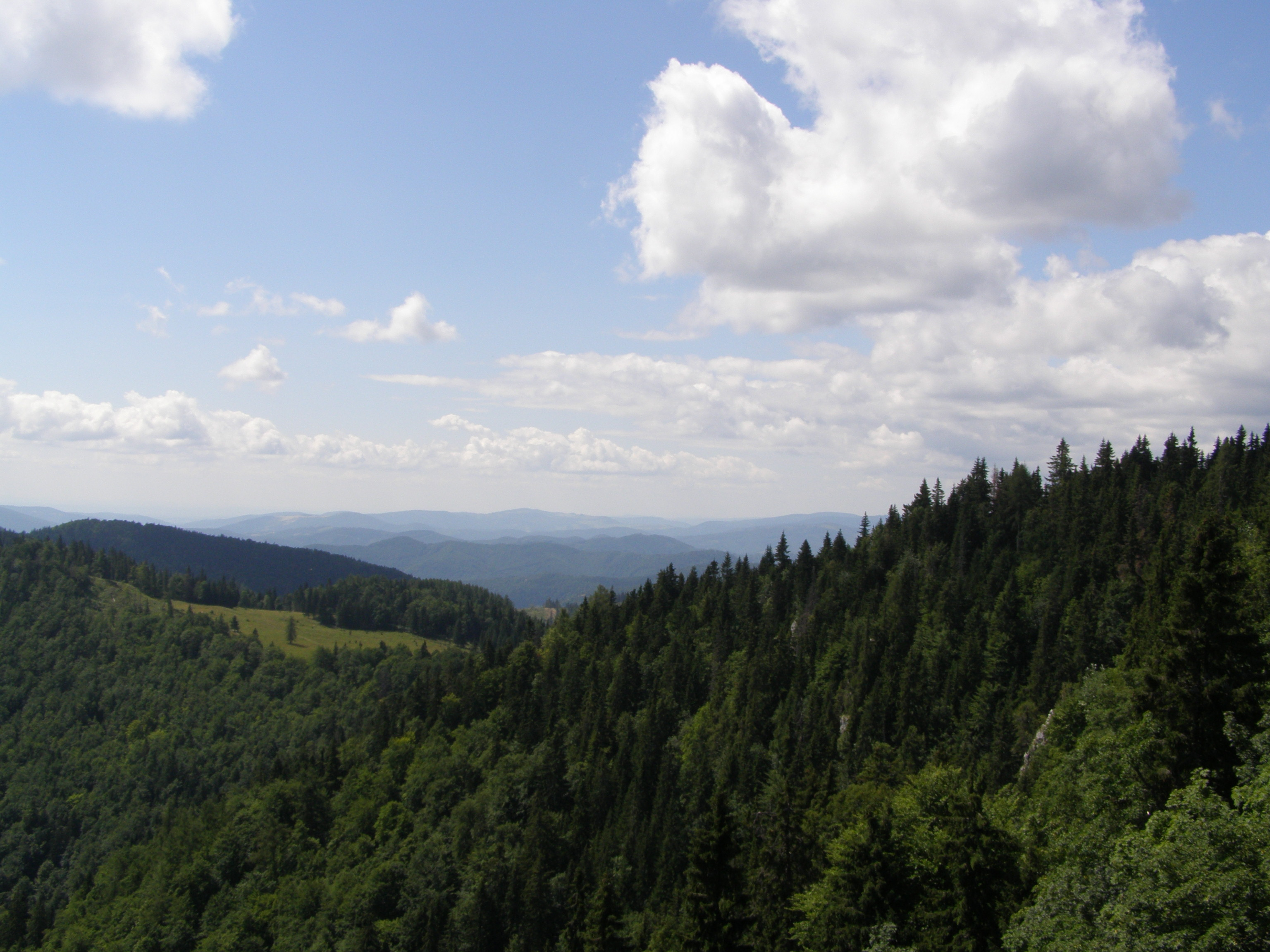
Kľak (1409 m), Spišsko-gemerský kras

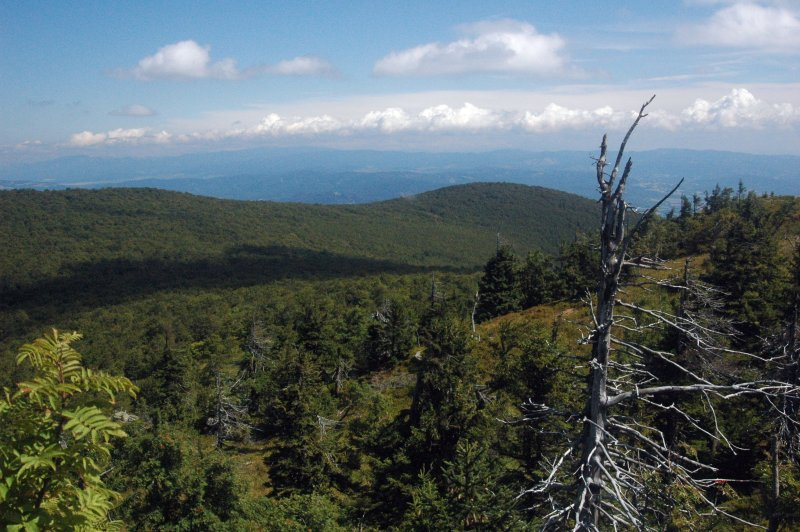
Vtáčnik (1346 m), Vtáčnik

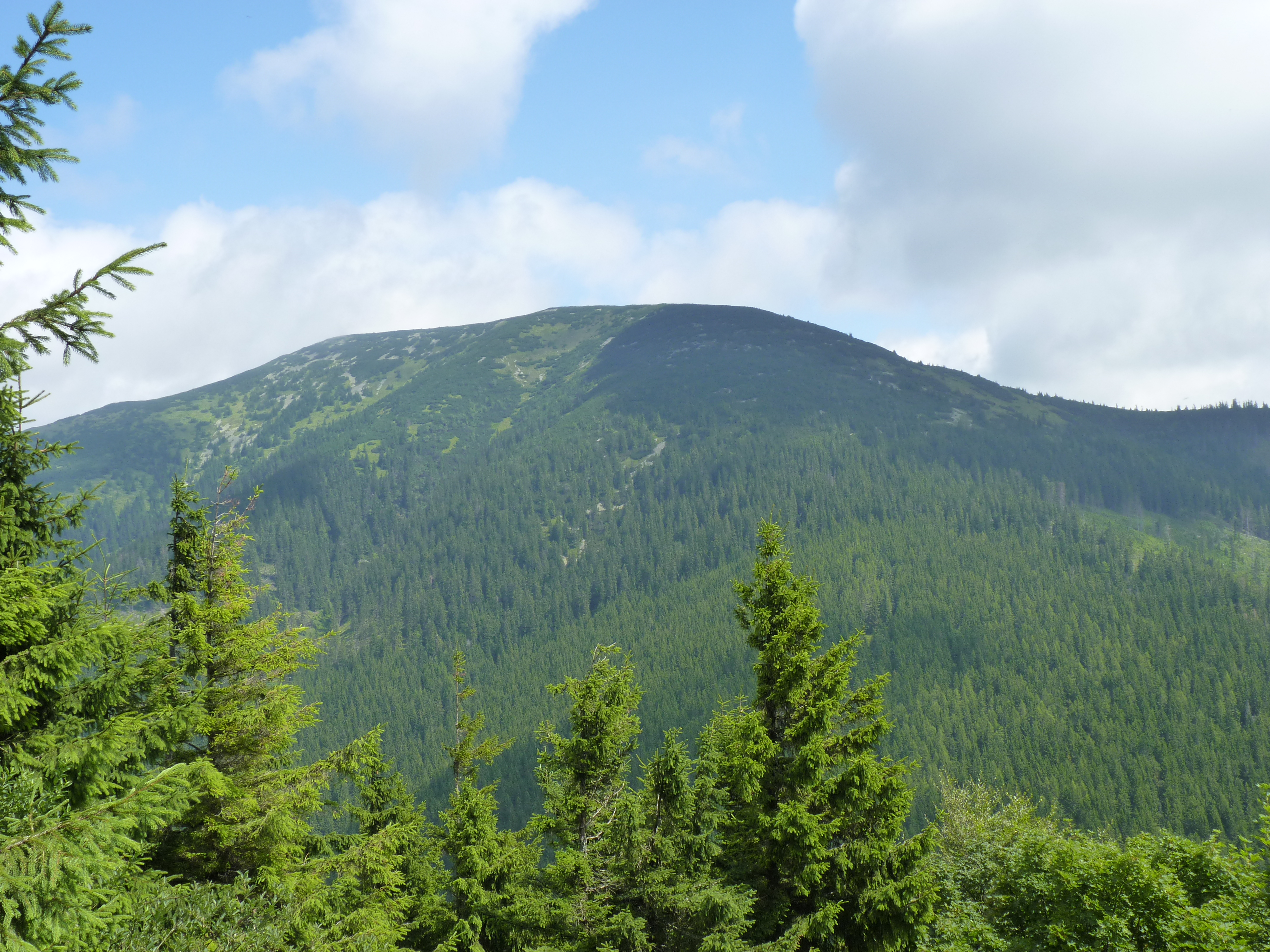
Kozí chrbát (1330 m), Starohorské vrchy

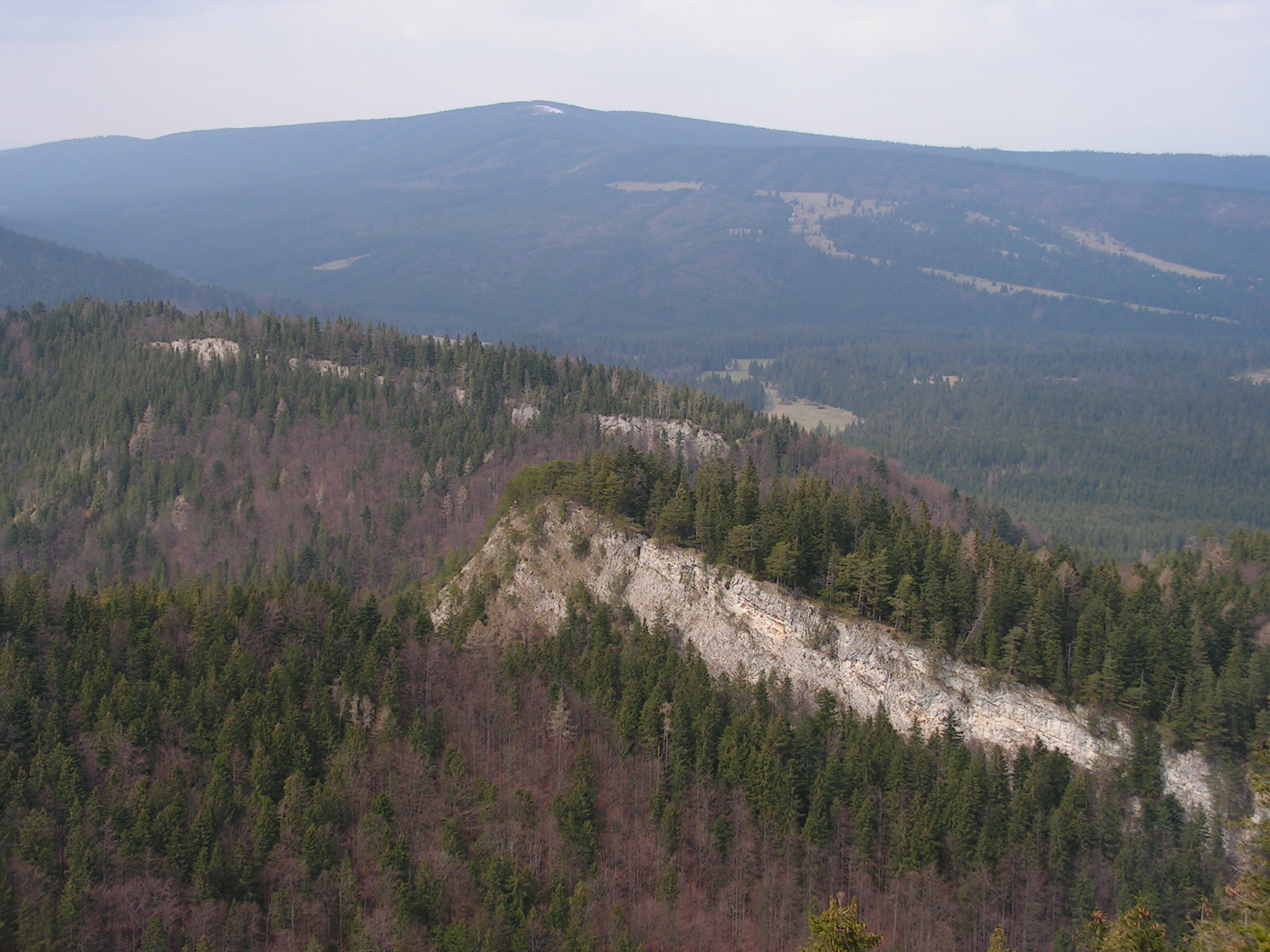
Skorušina (1314 m), Skorušinské vrchy

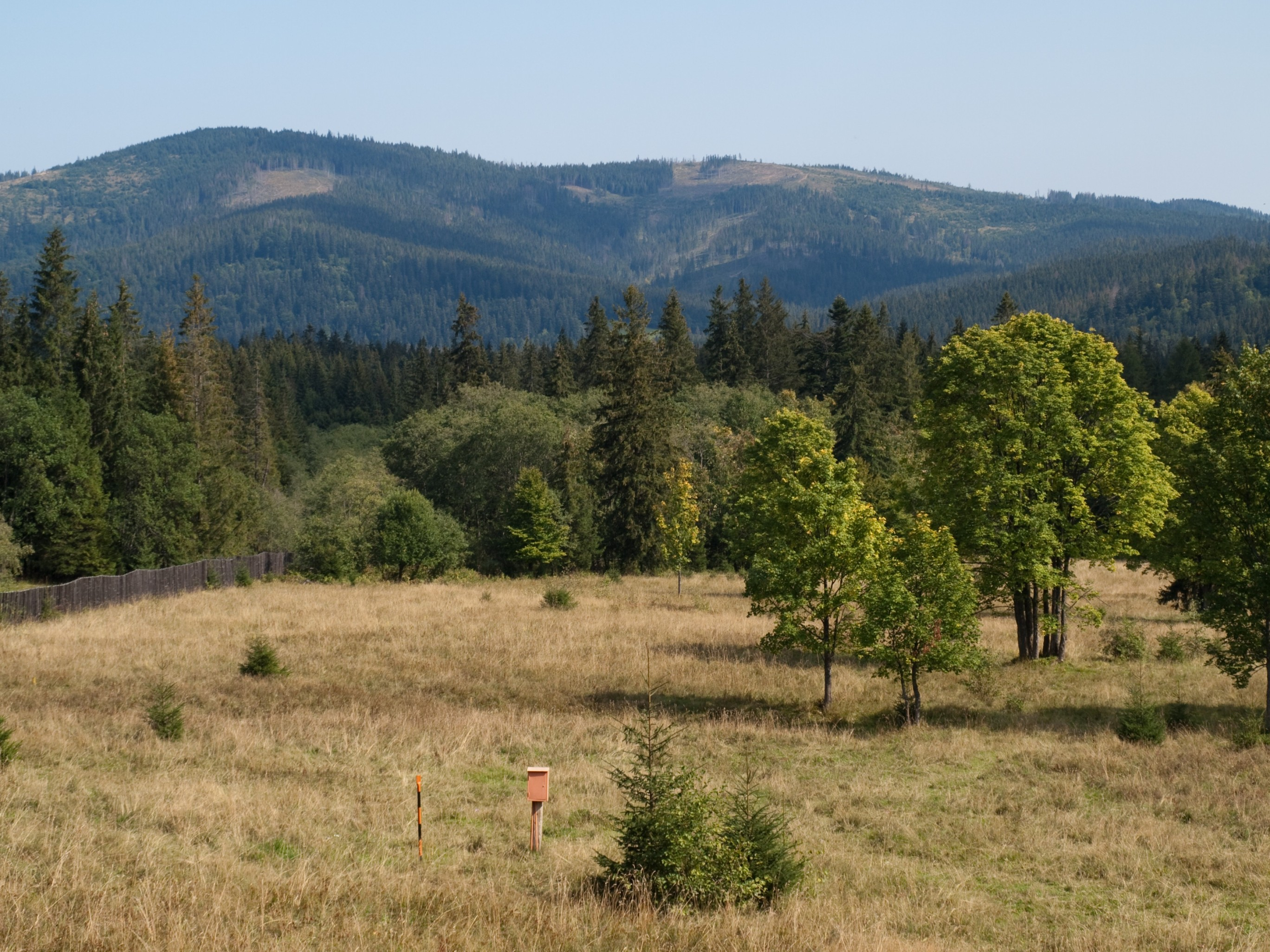
Repisko (1259 m), Spišská Magura

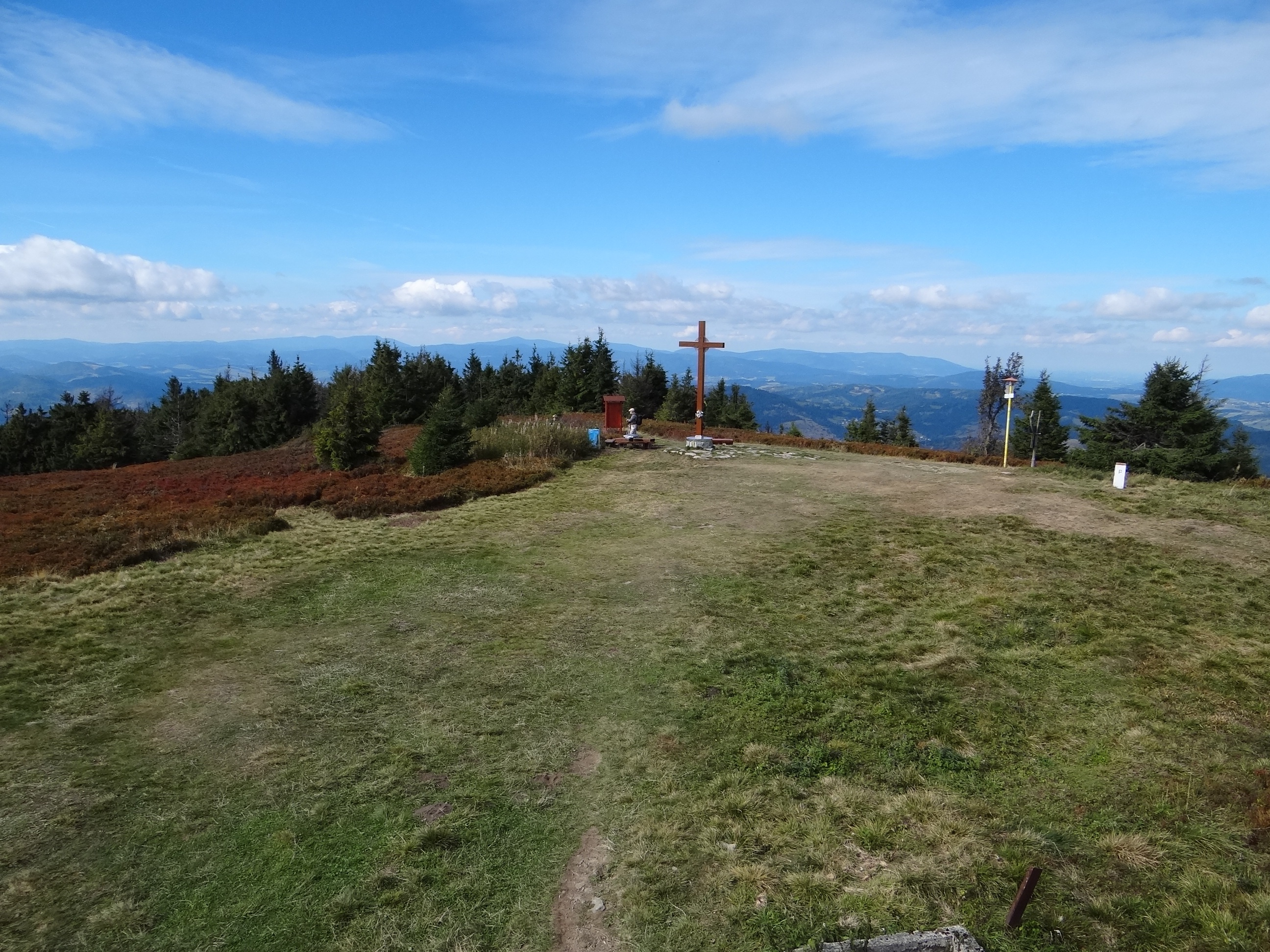
Velká Rača (1236 m), Kysucké Beskydy

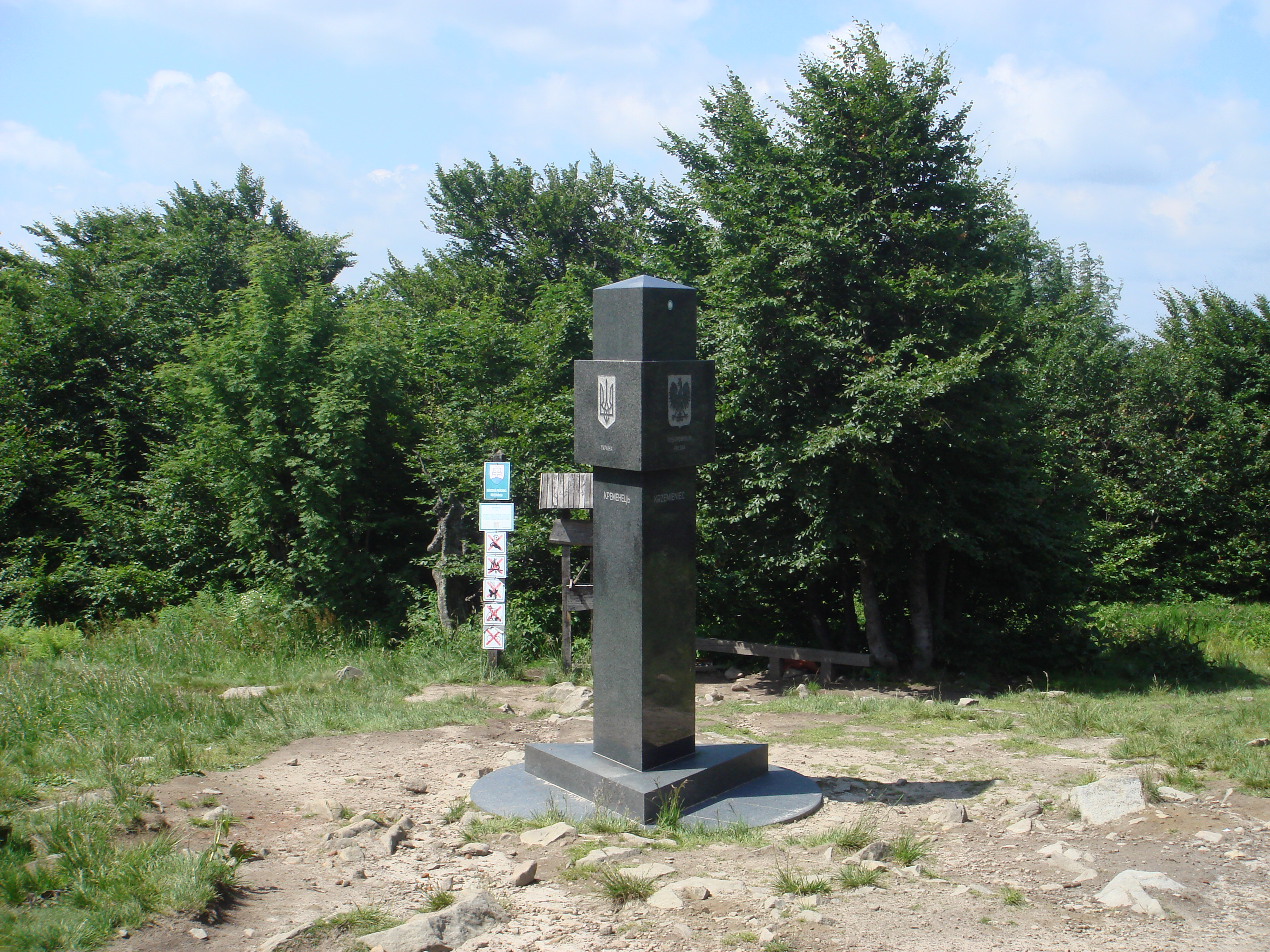
Kremenec (1208 m), Bukovské vrchy

Seznam nejvyšších bodů geomorfologických celků na Slovensku obsahuje nejvýše položená místa všech geomorfologických celků, které se zcela nebo částečně rozkládají na území Slovenska. U celků, které zasahují na území sousedních států, je vždy uveden nejvyšší bod slovenské části. Vzhledem k tomu, že u některých celků není doposud ustálená hranice, uvádějí mnohdy různé zdroje u jednoho celku různé nejvyšší body. Z tohoto důvodu může v seznamu v průběhu času docházet ke změnám.

## Seznam
| #  | Celek                        | Nejvyšší bod                          | Výška (m) | Souřadnice                       | Přístup |
| -- | ---------------------------- | ------------------------------------- | --------- | -------------------------------- | --- |
| 1  | Tatry                        | Gerlachovský štít                     | 2654      | 49°09′50″ s. š., 20°08′03″ v. d. | neznačeno |
| 2  | Nízké Tatry                  | Ďumbier                               | 2043      | 48°56′10″ s. š., 19°38′21″ v. d. | červená turistická značka |
| 3  | Oravské Beskydy              | Babia hora                            | 1725      | 49°34′24″ s. š., 19°31′46″ v. d. | modrá turistická značka · žlutá turistická značka · PLčervená turistická značka · PLzelená turistická značka · PLžlutá turistická značka |
| 4  | Malá Fatra                   | Velký Kriváň                          | 1709      | 49°11′16″ s. š., 19°01′52″ v. d. | červená turistická značka |
| 5  | Chočské vrchy                | Veľký Choč                            | 1611      | 49°09′05″ s. š., 19°20′34″ v. d. | červená turistická značka · zelená turistická značka                                                                                     |
| 6  | Velká Fatra                  | Ostredok                              | 1596      | 48°53′59″ s. š., 19°04′52″ v. d. | červená turistická značka · zelená turistická značka                                                                                     |
| 7  | Stolické vrchy               | Stolica                               | 1476      | 48°46′33″ s. š., 20°12′40″ v. d. | červená turistická značka · modrá turistická značka · zelená turistická značka                                                           |
| 8  | Poľana                       | Poľana                                | 1458      | 48°38′14″ s. š., 19°29′02″ v. d. | červená turistická značka |
| 9  | Veporské vrchy               | Fabova hoľa                           | 1439      | 48°46′24″ s. š., 19°53′08″ v. d. | modrá turistická značka · zelená turistická značka                                                                                       |
| 10 | Spišsko-gemerský kras        | Kľak                                  | 1409      | 48°46′43″ s. š., 19°58′02″ v. d. | neznačeno |
| 11 | Oravská Magura               | Minčol                                | 1394      | 49°16′19″ s. š., 19°14′58″ v. d. | červená turistická značka |
| 12 | Vtáčnik                      | Vtáčnik                               | 1346      | 48°37′29″ s. š., 18°38′06″ v. d. | červená turistická značka · modrá turistická značka · zelená turistická značka                                                           |
| 13 | Starohorské vrchy            | Kozí chrbát                           | 1330      | 48°51′37″ s. š., 19°17′25″ v. d. | červená turistická značka |
| 14 | Podtatranská kotlina         | Rakytovec                             | 1325      | 49°07′23″ s. š., 20°01′39″ v. d. | neznačeno |
| 15 | Volovské vrchy               | Zlatý stôl                            | 1322      | 48°46′10″ s. š., 20°39′14″ v. d. | modrá turistická značka |
| 16 | Kremnické vrchy              | Flochová                              | 1317      | 48°48′24″ s. š., 18°58′25″ v. d. | zelená turistická značka |
| 17 | Skorušinské vrchy            | Skorušina                             | 1314      | 49°17′53″ s. š., 19°41′31″ v. d. | červená turistická značka · zelená turistická značka                                                                                     |
| 18 | Levočské vrchy               | Čierna hora                           | 1289      | 49°11′35″ s. š., 20°37′26″ v. d. | neznačeno |
| 19 | Spišská Magura               | Repisko                               | 1259      | 49°17′32″ s. š., 20°11′55″ v. d. | neznačeno |
| 20 | Kozie chrbty                 | Kozí kameň                            | 1255      | 49°00′58″ s. š., 20°09′39″ v. d. | modrá turistická značka |
| 21 | Kysucké Beskydy              | Velká Rača                            | 1236      | 49°24′47″ s. š., 18°58′08″ v. d. | zelená turistická značka · PLčervená turistická značka · PLžlutá turistická značka                                                       |
| 22 | Strážovské vrchy             | Strážov                               | 1213      | 48°57′20″ s. š., 18°28′00″ v. d. | červená turistická značka |
| 23 | Bukovské vrchy               | Kremenec (pouze jeho svah, ne vrchol) | 1208      | 49°05′18″ s. š., 22°34′03″ v. d. | červená turistická značka · PLčervená turistická značka · PLmodrá turistická značka                                                      |
| 24 | Branisko                     | Smrekovica                            | 1200      | 49°02′47″ s. š., 20°52′17″ v. d. | modrá turistická značka · žlutá turistická značka                                                                                        |
| 25 | Čergov                       | Minčol                                | 1157      | 49°13′50″ s. š., 21°00′27″ v. d. | červená turistická značka · modrá turistická značka · žlutá turistická značka                                                            |
| 26 | Podtatranská brázda          | Strednica                             | 1129      | 49°16′28″ s. š., 20°12′21″ v. d. | neznačeno |
| 27 | Kysucká vrchovina            | Pupov                                 | 1096      | 49°16′34″ s. š., 19°06′01″ v. d. | žlutá turistická značka |
| 28 | Slanské vrchy                | Šimonka                               | 1092      | 48°56′40″ s. š., 21°28′06″ v. d. | žlutá turistická značka |
| 29 | Bachureň                     | Bachureň                              | 1081      | 49°05′26″ s. š., 20°55′22″ v. d. | zelená turistická značka |
| 30 | Vihorlatské vrchy            | Vihorlat                              | 1076      | 48°53′28″ s. š., 22°06′48″ v. d. | zelená turistická značka |
| 31 | Oravská vrchovina            | Javorový vrch                         | 1076      | 49°20′55″ s. š., 19°30′13″ v. d. | modrá turistická značka |
| 32 | Javorníky                    | Veľký Javorník                        | 1072      | 49°19′10″ s. š., 18°22′04″ v. d. | červená turistická značka |
| 33 | Moravskoslezské Beskydy      | Velký Polom                           | 1067      | 49°30′21″ s. š., 18°40′16″ v. d. | červená turistická značka · modrá turistická značka                                                                                      |
| 34 | Podbeskydská vrchovina       | Vráta                                 | 1051      | 49°24′43″ s. š., 19°23′25″ v. d. | neznačeno |
| 35 | Pieniny                      | Vysoké Skalky                         | 1050      | 49°22′50″ s. š., 20°33′19″ v. d. | PLmodrá turistická značka · PLzelená turistická značka                                                                                   |
| 36 | Javorie                      | Javorie                               | 1044      | 48°26′30″ s. š., 19°17′24″ v. d. | neznačeno |
| 37 | Považský Inovec              | Inovec                                | 1042      | 48°46′29″ s. š., 18°02′29″ v. d. | červená turistická značka · modrá turistická značka                                                                                      |
| 38 | Čierna hora                  | Roháčka                               | 1029      | 48°55′27″ s. š., 21°00′45″ v. d. | modrá turistická značka |
| 39 | Žiar                         | Chlieviská                            | 1024      | 48°57′28″ s. š., 18°45′39″ v. d. | neznačeno |
| 40 | Ľubovnianská vrchovina       | Eliášovka                             | 1023      | 49°24′03″ s. š., 20°38′33″ v. d. | žlutá turistická značka · PLzelená turistická značka                                                                                     |
| 41 | Štiavnické vrchy             | Sitno                                 | 1009      | 48°24′11″ s. š., 18°52′38″ v. d. | modrá turistická značka |
| 42 | Busov                        | Busov                                 | 1002      | 49°23′17″ s. š., 21°09′39″ v. d. | zelená turistická značka |
| 43 | Revúcka vrchovina            | Veľký Radzim                          | 998       | 48°46′39″ s. š., 20°20′21″ v. d. | žlutá turistická značka |
| 44 | Podbeskydská brázda          | Sihelniansky hrádok                   | 993       | 49°31′25″ s. š., 19°24′27″ v. d. | neznačeno |
| 45 | Bílé Karpaty                 | Velká Javořina                        | 970       | 48°51′28″ s. š., 17°40′32″ v. d. | červená turistická značka · modrá turistická značka                                                                                      |
| 46 | Turzovská vrchovina          | Beskydek                              | 953       | 49°23′35″ s. š., 18°24′19″ v. d. | červená turistická značka |
| 47 | Horehronské podolí           | Hôrka                                 | 951       | 48°49′40″ s. š., 20°03′37″ v. d. | neznačeno |
| 48 | Slovenský kras               | Matesova skala                        | 925       | 48°39′12″ s. š., 20°46′10″ v. d. | neznačeno |
| 49 | Laborecká vrchovina          | Vysoký grúň                           | 904       | 49°12′09″ s. š., 22°07′28″ v. d. | červená turistická značka |
| 50 | Pohronský Inovec             | Veľký Inovec                          | 901       | 48°24′40″ s. š., 18°32′40″ v. d. | červená turistická značka |
| 51 | Spišsko-šarišské medzihorie  | Hromovec                              | 894       | 49°13′51″ s. š., 20°46′07″ v. d. | neznačeno |
| 52 | Súľovské vrchy               | Veľký Manín                           | 891       | 49°07′30″ s. š., 18°29′45″ v. d. | neznačeno |
| 53 | Ostrôžky                     | Ostrôžka                              | 877       | 48°29′54″ s. š., 19°22′40″ v. d. | neznačeno |
| 54 | Zvolenská kotlina            | Farská hora                           | 810       | 48°42′09″ s. š., 19°19′10″ v. d. | neznačeno |
| 55 | Jablunkovské mezihoří        | Kykuľa                                | 844       | 49°30′48″ s. š., 18°56′55″ v. d. | neznačeno |
| 56 | Oravská kotlina              | Výr                                   | 837       | 49°21′39″ s. š., 19°47′05″ v. d. | neznačeno |
| 57 | Tribeč                       | Veľký Tribeč                          | 830       | 48°28′10″ s. š., 18°14′23″ v. d. | červená turistická značka · modrá turistická značka                                                                                      |
| 58 | Krupinská planina            | Kopaný závoz                          | 775       | 48°23′04″ s. š., 19°12′25″ v. d. | neznačeno |
| 59 | Malé Karpaty                 | Záruby                                | 767       | 48°31′25″ s. š., 17°23′30″ v. d. | červená turistická značka · zelená turistická značka                                                                                     |
| 60 | Ondavská vrchovina           | Smilniansky vrch                      | 749       | 49°24′26″ s. š., 21°20′24″ v. d. | neznačeno |
| 61 | Cerová vrchovina             | Karanč                                | 727       | 48°09′30″ s. š., 19°47′23″ v. d. | červená turistická značka · zelená turistická značka                                                                                     |
| 62 | Šarišská vrchovina           | Za horou                              | 717       | 48°59′25″ s. š., 20°57′28″ v. d. | neznačeno |
| 63 | Turčianska kotlina           | Hlásna skala                          | 680       | 49°09′21″ s. š., 19°03′32″ v. d. | neznačeno |
| 64 | Hornádská kotlina            | Kačelák                               | 677       | 48°58′54″ s. š., 20°36′19″ v. d. | neznačeno |
| 65 | Beskydské predhorie          | Hôrka                                 | 661       | 48°48′55″ s. š., 22°21′27″ v. d. | neznačeno |
| 66 | Žilinská kotlina             | Predný vrch                           | 579       | 49°02′18″ s. š., 18°38′00″ v. d. | neznačeno |
| 67 | Považské podolie             | Dielec                                | 572       | 49°04′14″ s. š., 18°28′31″ v. d. | neznačeno |
| 68 | Hornonitrianska kotlina      | Remata                                | 566       | 48°44′50″ s. š., 18°46′55″ v. d. | neznačeno |
| 69 | Myjavská pahorkatina         | Bradlo                                | 543       | 48°40′47″ s. š., 17°33′49″ v. d. | zelená turistická značka |
| 70 | Pliešovská kotlina           | Hrádok                                | 539       | 48°26′06″ s. š., 19°09′38″ v. d. | neznačeno |
| 71 | Bodvianska pahorkatina       | Mušinka                               | 531       | 48°30′20″ s. š., 20°30′09″ v. d. | neznačeno |
| 72 | Rožňavská kotlina            | Roveň                                 | 528       | 48°38′42″ s. š., 20°27′35″ v. d. | neznačeno |
| 73 | Zemplínské vrchy             | Rozhľadňa                             | 469       | 48°28′12″ s. š., 21°42′44″ v. d. | neznačeno |
| 74 | Chvojnická pahorkatina       | Zámčisko                              | 434       | 48°43′50″ s. š., 17°14′55″ v. d. | neznačeno |
| 75 | Žiarská kotlina              | Kameň                                 | 430       | 48°37′25″ s. š., 18°45′50″ v. d. | neznačeno |
| 76 | Košická kotlina              | Viničná                               | 408       | 48°43′01″ s. š., 22°18′45″ v. d. | neznačeno |
| 77 | Východoslovenská pahorkatina | Dúbravka                              | 397       | 48°43′01″ s. š., 22°18′45″ v. d. | neznačeno |
| 78 | Burda                        | Burdov                                | 395       | 48°46′13″ s. š., 18°19′35″ v. d. | neznačeno |
| 79 | Podunajská pahorkatina       | Brezina                               | 370       | 48°46′13″ s. š., 18°19′35″ v. d. | neznačeno |
| 80 | Jihoslovenská kotlina        | Strážna hora                          | 333       | 48°13′58″ s. š., 19°33′30″ v. d. | neznačeno |
| 81 | Dolnomoravský úval           | Vrátna                                | 301       | 48°50′24″ s. š., 17°17′36″ v. d. | neznačeno |
| 82 | Borská nížina                | Kaplnka Márie Magdalény               | 297       | 48°36′17″ s. š., 17°14′17″ v. d. | neznačeno |
| 83 | Východoslovenská nížina      | Tarbucka                              | 277       | 48°21′44″ s. š., 21°47′21″ v. d. | neznačeno |
| 84 | Podunajská rovina            | Pohrebište                            | 126       | 47°45′58″ s. š., 18°18′07″ v. d. | neznačeno |